# Hyalurga
Hyalurga is een geslacht van vlinders van de familie spinneruilen (Erebidae).

## Soorten
- H. albovitrea Walker, 1865
- H. batesi Druce, 1893
- H. caralis Druce, 1885
- H. cinctella Strand, 1911
- H. clara Butler, 1873
- H. chariata Druce, 1893
- H. choma Druce, 1893
- H. chthonophyle Druce, 1885
- H. discozellularis Strand, 1921
- H. dorsilinea Hering, 1925
- H. fenestra Linnaeus, 1758
- H. fenestrata Walker, 1855
- H. grandis Druce, 1911
- H. halizoa Druce, 1907
- H. hoppi Hering, 1925
- H. lauronoides Hering, 1925
- H. leucophaea Walker, 1854
- H. leucophlebia Hering, 1925
- H. melania Hering, 1925
- H. modesta Möschler, 1878
- H. mysis Erichson, 1848
- H. noguei Dognin, 1891
- H. orthotaenia Hering, 1925
- H. osiba Druce, 1893
- H. padua Druce, 1893

- H. partita Walker, 1854
- H. peritta Hering, 1925
- H. puhites Druce, 1885
- H. pura Butler, 1876
- H. putumayana Hering, 1925
- H. rica Hübner, 1831
- H. rufilinea Walker, 1865
- H. scotina Hering, 1925
- H. sixola Schaus, 1910
- H. sora Boisduval, 1870
- H. subnormalis Dyar, 1914
- H. supposita Hering, 1925
- H. syma Walker, 1854
- H. uria Butler, 1871
- H. urioides Schaus, 1910
- H. vinosa Drury, 1773
- H. whiteleyi Druce, 1911